# François Chatelain
Pour les articles homonymes, voir Chatelain.
François Chatelain (1896-1978) est un dominicain, intéressé par le mouvement de l’éducation nouvelle. Il est fondateur avec Roger Cousinet de l'École nouvelle de la Source en 1946 à Meudon.